# Acoma minuta
Acoma minuta är en skalbaggsart som beskrevs av Mont A. Cazier 1953. Acoma minuta ingår i släktet Acoma och familjen Pleocomidae. Inga underarter finns listade i Catalogue of Life.